# Return Man：我是失物协寻师
《Return Man：我是失物协寻师》为Viu Original的作品，结合了浪漫、喜剧、戏剧、动作、惊悚等元素的泰国原创剧集，2023年2月8日起每周三、周四晚上8时至8时45分于Viu独家播出。

## 剧情简介
「Return Man」是一家初创企业，主打服务是保证将丢失或被盗的物品完好的归还给真正的主人。Pribprao找来Yodyut的「Return Man」来找回她的猫。Pribprao不仅能归还他的猫，还能对偷猫的前任进行报复，给他留下了深刻的印象。因此，Pribprao决定在那里工作。Yodyut收她为徒，让她协助自己外出执行各种任务。没想到眨眼竟然有能力帮助完成很多任务。最终，Yodyut决定让Pribprao成为「Return Man」的一分子。在执行一项又一项的任务后，Pribprao渐渐发现自己爱上了Yodyut，但Yodyut似乎隐藏着不为人知的秘密......

## 演员阵容
- 查雅妮·臣姗卡维 饰演 Pribprao
- 提拉达·迈特瓦拉育 饰演 Yodyut[4]
- 纳帕·维凯伦罗 饰演 Metha，医生
- 帕塔丹·詹金 饰演 Buai
- 坤查努·肯甘卡 饰演 Chin
- 瓦苏·桑辛凯 饰演 Yuthana
- 甘雅拉·露安珑 饰演 Honey
- 瓦拉塔雅·翁差亚朋 饰演 Angel